# Lista de filmes com temática LGBT de 1964
Esta é uma lista de filmes que contém personagens e/ou temática lésbica, gay, bissexual, ou transgênera lançados em 1964.

| Título                                              | Direção                                                  | País               | Gênero              | Elenco | Anotações |
| --------------------------------------------------- | -------------------------------------------------------- | ------------------ | ------------------- | --- | --- |
| Älskande par                                        | Mai Zetterling                                           | Suécia             | Romance, Drama      | Harriet Andersson, Gunnel Lindblom, Gio Petré                                                                   | trad. Casais Amorosos Três mulheres grávidas lembram de suas vidas sexuais                                                                                        |
| Alta infedeltà                                      | Mario Monicelli, Elio Petri, Franco Rossi, Luciano Salce | Itália             | Comédia             | Nino Manfredi, John Philip Law, Fulvia Franco, Monica Vitti, Jean-Pierre Cassel, Claire Bloom                   | Contém um personagem gay em um segmento |
| Les amitiés particulières                           | Jean Delannoy                                            | França             | Drama               | Francis Lacombrade, Didier Haudepin, François Leccia, Dominique Maurin, Louis Seigner, Michel Bouquet           | trad. As Amizades Particulares Baseado no romance homônimo de Roger Peyrefitte                                                                                    |
| Asfalto Selvagem                                    | J.B. Tanko                                               | Brasil             | Drama               | Vera Vianna, Jece Valadão, Maria Helena Dias                                                                    | Baseado na primeira parte do romance Asfalto Selvagem: Engraçadinha, Seus Amores e Seus Pecados de Nelson Rodrigues                                               |
| Becket                                              | Peter Glenville                                          | Reino Unido        | Drama, Biográfico   | Richard Burton, Peter O'Toole, Donald Wolfit, Felix Aylmer, Pamela Brown, Martita Hunt                          | Baseado na peça Becket or the Honour of God, de Jean Anouilh |
| O Beijo                                             | Flávio Tambellini                                        | Brasil             | Drama               | Reginaldo Faria, Fregolente, Jorge Dória, Norma Blum                                                            | Adaptação da peça "O Beijo no Asfalto" de Nelson Rodrigues |
| The Best Man                                        | Franklin J. Schaffner                                    | EUA                | Drama               | Henry Fonda, Cliff Robertson, Edie Adams, Margaret Leighton, Shelley Berman, Ann Sothern                        | |
| Blow Job                                            | Andy Warhol                                              | EUA                | Curta, Experimental | DeVeren Bookwalter                                                                                              | [ 5 ] |
| Carry on Cleo                                       | Gerald Thomas                                            | Reino Unido        | Comédia             | Sid James, Kenneth Williams, Kenneth Connor, Charles Hawtrey, Joan Sims, Jim Dale                               | trad. Os Apuros de Cleópatra Décimo filme da série Carry On |
| Carry on Spying                                     | Gerald Thomas                                            | Reino Unido        | Comédia             | Kenneth Williams, Barbara Windsor, Bernard Cribbins, Charles Hawtrey, Eric Barker, Dilys Laye                   | Nono filme da série Carry On |
| Comizi d'amore                                      | Pier Paolo Pasolini                                      | Itália             | Documentário        | Pier Paolo Pasolini, Alberto Moravia, Oriana Fallaci, Giuseppe Ungaretti, Camilla Cederna, Graziella Chiarcossi | trad. Comícios de Amor O diretor percorre as ruas para saber o que os italianos pensam sobre o sexo, o casamento, a fidelidade, a prostituição, e a normatividade |
| La cripta e l'incubo                                | Camillo Mastrocinque                                     | Itália             | Terror              | Christopher Lee, Adriana Ambesi, Pier Anna Quaglia, Friedrich Klauss                                            | trad. O Túmulo do Horror Vagamente baseado no romance Carmilla de Sheridan Le Fanu                                                                                |
| Extraña ternura                                     | Daniel Tinayre                                           | Argentina          | Drama               | Egle Martin, José Cibrián, Norberto Suárez, Ernesto Bianco, Luis Tasca, Héctor Calcaño                          | Um jovem se apaixona por uma cantora casada mas seu padrinho milionário não aceita o relacionamento, pois está apaixonado por ele                                 |
| La fuga                                             | Paolo Spinola                                            | Itália             | Drama               | Giovanna Ralli, Anouk Aimée, Paul Guers, Enrico Maria Salerno, Maurizio Arena                                   | Uma jovem presa em um casamento infeliz tem um caso com uma decoradora                                                                                            |
| Harlot                                              | Andy Warhol                                              | EUA                | Comédia             | Mario Montez, Gerard Malanga, Tavel, Billy Name, Harry Fainlight                                                | [ 12 ] |
| Homosexuals                                         | James Butler                                             | Reino Unido        | Curta, Documentário | Bryan Magee | O apresentador do programa This Week investiga o estigma social e o status criminal sofrido pelos homossexuais                                                    |
| In Camera                                           | Philip Saville                                           | Reino Unido        | Drama               | Harold Pinter, Jane Arden, Katherine Woodville, Jonathan Hansen, André Boulay, David de Keyser                  | Adaptação da BBC da peça Huis clos de Jean-Paul Sartre |
| The Leather Boys                                    | Sidney J. Furie                                          | Reino Unido        | Drama               | Rita Tushingham, Colin Campbell, Dudley Sutton, Gladys Henson, Avice Landone, Lockwood West                     | trad. Os Garotos de Couro Baseado no romance homônimo de Gillian Freeman                                                                                          |
| Lilith                                              | Robert Rossen                                            | EUA                | Noir, Drama         | Warren Beatty, Jean Seberg, Peter Fonda, Kim Hunter                                                             | Baseado no romance homônimo de J. R. Salamanca |
| Manji                                               | Yasuzo Masumura                                          | Japão              | Drama               | Ayako Wakao, Kyōko Kishida, Eiji Funakoshi                                                                      | Baseado no romance homônimo de Jun'ichirō Tanizaki, conta a história de um caso amoroso de quatro vias entre a classe alta de Osaka.                              |
| Mario Banana I & II                                 | Andy Warhol                                              | EUA                | Curta, Experimental | Mario Montez | Travesti Mario come uma banana |
| Monte Hanson and Tony Gallo                         | Bob Mizer                                                | EUA                | Curta               | Monte Hanson, Tony Gallo                                                                                        | Dois jovens posam e lutam nus |
| The Night of the Iguana                             | John Huston                                              | EUA                | Drama, Thriller     | Richard Burton, Ava Gardner, Deborah Kerr, Sue Lyon, James Ward, Grayson Hall                                   | Baseado na peça homônima de Tennessee Williams |
| Noite Vazia                                         | Walter Hugo Khouri                                       | Brasil             | Drama               | Norma Bengell, Odete Lara, Mário Benvenutti, Gabriele Tinti                                                     | [ 19 ] |
| Normal Love                                         | Jack Smith                                               | EUA                | Experimental        | Mario Montez, Diana Baccus, David Sachs, Angus MacLise, Francis Francine, Beverly Grant                         | Segue as aventuras de um grupo de monstros glamourosos |
| Olga’s House of Shame                               | Joseph P. Mawra                                          | EUA                | Erótico             | Lucy Eldredge, Hattie Felder, Larry Hunter                                                                      | [ 21 ] |
| Oretachi no chi ga yurusanai (俺たちの血が許さない) | Seijun Suzuki                                            | Japão              | Crime, Ação         | Akira Kobayashi, Hideki Takahashi, Chieko Matsubara, Yuri Hase, Akifumi Inoue, Chikako Hosokawa                 | Dois irmão planejam se vingar da Yakuza pela morte de seu pai |
| Strange Compulsion                                  | Irvin Berwick                                            | EUA                | Drama               | Dale Berry, Mitzie Dickey, Shirlee Garner, Jane Hall, Jason Johnson, Helen Melene                               | trad. Estranho Desejo Um jovem estudante de medicina tem a compulsão de observar mulheres secretamente                                                            |
| Taylor Mead's Ass                                   | Andy Warhol                                              | EUA                | Experimental        | Taylor Mead | |
| Tonio Kröger                                        | Rolf Thiele                                              | Alemanha Ocidental | Drama               | Jean-Claude Brialy, Nadja Tiller, Werner Hinz, Anaid Iplicjian, Rudolf Forster                                  | Baseado na novela de 1903 de mesmo nome de Thomas Mann |
| Twice a Man                                         | Gregory J. Markopoulos                                   | EUA                | Avant-garde, Drama  | Olympia Dukakis, Paul Kilb, Gerard Malanga, Violet Roditi, Albert Torgessen                                     | Baseado no mito de Hipólito, onde um jovem rejeita os avanços de sua madrasta e é salvo por um homem                                                              |
| Unsere tollen Tanten in der Südsee                  | Rolf Olsen                                               | Áustria            | Comédia             | Gunther Philipp, Gus Backus, Udo Jürgens, Kurt Großkurth, Wolfgang Jansen, Barbara Frey                         | Último filme da trilogia começada por Unsere tollen Tanten de 1961                                                                                                |